# Luis García Plaza
Luis García Plaza (ur. 1 grudnia 1972 w Madrycie) – hiszpański trener i piłkarz grający na pozycji obrońcy.

## Kariera piłkarska
W swojej karierze piłkarskiej Luis García grał w takich klubach jak: Atlético Madryt B, Yeclano CF, Rayo Vallecano B, Talavera CF oraz Benidorm CF. W 2000 roku zakończył karierę z powodu kontuzji.

## Kariera trenerska
Po zakończeniu kariery piłkarskiej Luis García został trenerem. W latach 2001–2003 oraz 2005 prowadził zespół UD Altea. W latach 2003–2005 był trenerem klubu Villajoyosa CF. W sezonie 2005/2006 prowadził rezerwy Villarrealu, a w sezonie 2006/2007 - Elche CF. Z kolei w sezonie 2007/2008 pracował w zespole Benidorm CF.
W 2008 roku Luis García został zatrudniony w Levante UD. W sezonie 2009/2010 doprowadził Levante do awansu z Segunda División do Primera División. W sezonie 2010/2011 utrzymał Levante w Primera División.
W 2011 roku Luis García został pierwszym trenerem Getafe CF.